# The Miseducation of Cameron Post
The Miseducation of Cameron Post (engl. für „Die Fehlerziehung von Cameron Post“) ist ein Filmdrama von Desiree Akhavan, das am 22. Januar 2018 im Rahmen des Sundance Film Festivals erstmals gezeigt wurde. Der Film basiert auf einem gleichnamigen Jugendbuch von Emily M. Danforth aus dem Jahr 2012.

## Handlung
Nachdem Cameron Post bei einem Autounfall ihre Eltern verloren hatte, musste sie zu ihrer Tante ziehen. Es ist das Jahr 1993, als sie langsam in der neuen Heimat ihre Homosexualität entdeckt und eine Beziehung mit ihrer Freundin Coley Taylor beginnt. Als ihre neuen Erziehungsberechtigten hiervon erfahren, weil sie von ihrem Partner Jamie beim Sex im Auto auf dem Parkplatz mit der Ballkönigin erwischt wurde, wird Cameron von ihrer Tante in das christliche Conversion Camp God’s Promise geschickt, ein Umerziehungslager, wo ihr die richtige Geschlechterrolle zurückgegeben werden soll. Bevor sie ihr Zimmer bezieht, werden ihre Sachen durchsucht. Nachts werden regelmäßig auch ihre Zimmer kontrolliert. Das Camp beherbergt verschiedenste junge Menschen, die ernsthaft versuchen, sich selbst zu verändern, und dies in einem Vertrag zugesagt haben.
In Einzel-, aber auch in Gruppentherapien lernen die Teilnehmer, die allesamt unter der „same-sex attraction“ leiden, so die pathologisierende Bezeichnung für ihre Veranlagung, unter der Anleitung von Dr. Marsh die Ursachen ihrer angeblich fehlgeleiteten Sexualität zu ergründen und den Weg zurück zu Gott zu finden. Dabei soll ihnen eine Zeichnung von einem Eisberg und einem Schiff helfen, wobei der unter Wasser befindliche Teil des Eisbergs für die Ursachen steht. Dr. Marsh nennt die gleichgeschlechtliche Liebe Sünde. Ihr Bruder Rick, der ebenfalls für das von ihr geleitete Programm arbeitet, wurde von seiner Veranlagung geheilt.
Bei einem Telefonat mit Coley erfährt Cameron, dass diese sie ebenfalls liebt, jedoch wie sie selbst auch eine Familie haben will. In Briefen hatte Coley ihr noch vorgeworfen, sie zur Sünde verführt zu haben. Cameron arbeitet an sich, gibt sich der Gymnastik und dem Joggen hin und versucht, das Beste aus ihrer Situation zu machen. Bei der Selbstbefriedigung versucht sie sich krampfhaft vorzustellen, Sex mit ihrem Exfreund Jamie zu haben, was ihr jedoch nicht gelingt. Als ihre Zimmernachbarin Erin eines Nachts zu ihr ans Bett kommt und es ihr mit der Hand macht, hat sie hingegen sehr schnell einen Orgasmus.
Als die Schüler erfahren, dass sich Mark, der von seinem Vater als schwächlich bezeichnet wird und hoffte, in Kürze nach Hause zurückkehren zu dürfen, versuchte, sich seine Genitalien mit einem Rasiermesser abzuschneiden und ins Krankenhaus gebracht wurde, sind alle schockiert. Auch an Rick geht der Vorfall nicht spurlos vorüber, und er bricht in Camerons Gegenwart in Tränen aus. Der Fall wird von einem Ermittler untersucht. Nicht die Therapieform des christlichen Umerziehungslagers an sich wird in Frage gestellt, lediglich die Eignung des Personals.
Cameron, Jane und Adam entscheiden sich, unter dem Vorwand einer morgendlichen Wanderung aus dem Lager zu fliehen. Im Wald verbrennen sie ihre Eisbergzeichnungen, auf denen jeder von ihnen seine ganz persönlichen Vermutungen über die Gründe seiner sexuellen Orientierung geschrieben hat, und verlassen die Einrichtung auf der Ladefläche eines Pick-Ups.

## Literarische Vorlage
The Miseducation of Cameron Post basiert auf dem gleichnamigen Jugendbuch von Emily M. Danforth aus dem Jahr 2012. Die Schriftstellerin wurde für ihre Geschichte nach eigenen Angaben von der Kontroverse um Zach Stark im Jahr 2005 beeinflusst, der nach seinem Coming-out von seinen Eltern in ein Camp geschickt wurde, das ihn heilen sollte. Danforth ließ ihre lesbische Coming-out-Geschichte, von der sie in ihrem Debütroman erzählt, in ihrer eigenen Heimatstadt Miles City im Bundesstaat Montana spielen. Für ihre Arbeit wurde sie für den Goodreads Choice Awards Best Young Adult Fiction nominiert.

## Situation der LGBTQ-Community in den USA
Nachdem die American Psychiatric Association im Jahr 1973 Homosexualität aus dem Handbuch psychischer Störungen entfernt hatte, gab das medizinische Establishment diese Praktiken weitgehend auf. Dennoch wurden die Bemühungen, Homosexuelle zu konvertieren, fortgesetzt, überwiegend von weniger angesehenen Beratern und religiösen Organisationen. Ihre Methoden neigen dazu, sich auf eine Gesprächstherapie zu konzentrieren, aber einige wenden auch Behandlungen an, die eine Abneigung bewirken sollen, auf körperliche Folter hinauslaufen, einschließlich des Auslösens von Übelkeit und Erbrechen, des Einsatzes von Elektroschocks und Eisbädern, aber auch von Fotos oder Videos. Neil J. Young von der Huffington Post verweist in diesem Zusammenhang auf eine Studie, die Anfang 2018 vom Williams Institute der UCLA veröffentlicht wurde, nach der etwa 700.000 Erwachsene in den USA irgendwann in ihrem Leben eine „Konversionstherapie“ durchlaufen haben, von denen die Hälfte diese Erfahrung als Jugendliche durchlebte. Laut der Untersuchung des Williams Institute durchlaufen fast 80.000 LGBTQ-Jugendliche die Therapie, bevor sie 18 Jahre alt sind. Trotz der Ablehnung der Konversionstherapie durch führende Gesundheitsorganisationen, einschließlich der American Medical Association und der American Psychological Association, und der Beweise dafür, dass solche Behandlungen nicht funktionieren, sondern emotionale und psychische Schäden verursachen können, erlauben immer noch 36 Bundesstaaten die Konversionstherapie für Minderjährige, doch selbst in solchen Staaten, die die Therapie für Minderjährige für illegal erklärt haben, beziehen sich diese Gesetze in der Regel nur auf psychiatrische Berater. Religiöse und spirituelle Berater bleiben im Allgemeinen von den Verboten ausgenommen, weshalb diese nur wenig dazu beitragen, die Praxis einzuschränken.

## Produktion

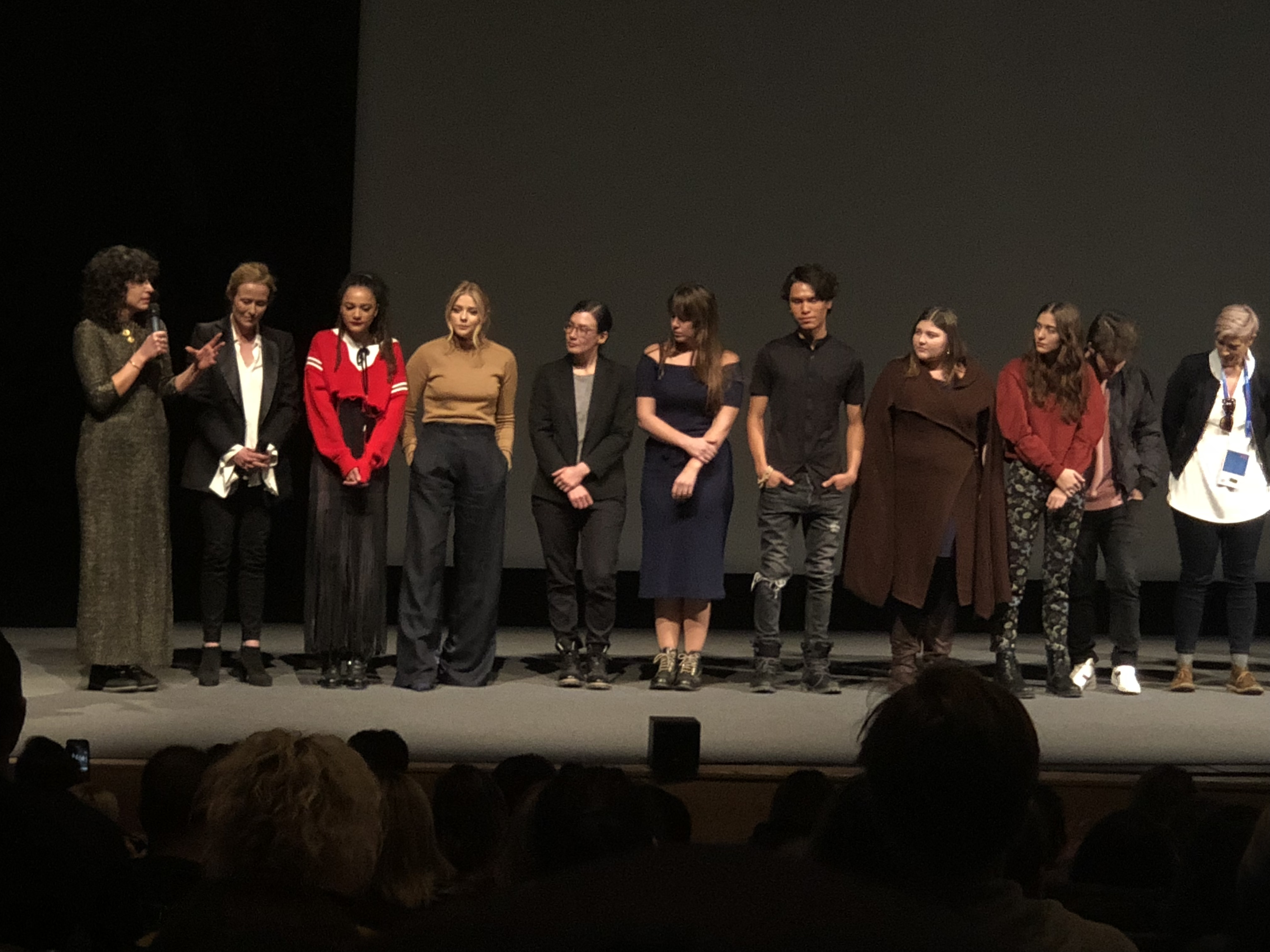
Die Filmcrew beim Sundance Film Festival 2018

Der Film wurde von Desiree Akhavan inszeniert, die nach Appropriate Behavior aus dem Jahr 2014 ein zweites Mal Regie bei einem Spielfilm führte. Akhavan adaptierte gemeinsam mit Cecilia Frugiuele auch Danforths Roman für den Film. Die Filmmusik komponierte Julian Wass.
Die titelgebende Hauptrolle von Cameron Post wurde mit Chloë Grace Moretz besetzt.
Der Film feierte am 22. Januar 2018 im Rahmen des Sundance Film Festivals seine Premiere, wo er mit dem U.S. Dramatic Grand Jury Prize ausgezeichnet wurde. Hauptdarstellerin Chloë Grace Moretz widmete die Auszeichnung den „Überlebenden von sexueller Konversionstherapie“. Nur in neun US-Bundesstaaten seien solche Therapien für homosexuelle Jugendliche verboten. Im April 2018 wurde der Film beim San Francisco International Film Festival und ab 22. April 2018 beim Tribeca Film Festival in der Sektion Spotlight gezeigt. Im Juni und Juli 2018 wurde der Film beim Filmfest München gezeigt, ebenso beim Filmfestival Karlovy Vary. Im Juli 2018 wurde auch ein erster Trailer veröffentlicht. Ein Kinostart in den USA erfolgte am 10. August 2018, im Vereinigten Königreich am 31. August 2018. Ebenfalls im August 2018 wurde der Film beim Melbourne International Film Festival gezeigt. Im Herbst 2018 erfolgte auch eine Vorstellung beim Zurich Film Festival. Im Oktober 2018 wurde er beim Festa del Cinema di Roma in der Sektion Tutti ne Parlano gezeigt. Im Januar 2019 wird der Film im Rahmen des Festivals Unknown Pleasures im Berliner Arsenal gezeigt.

## Rezeption

### Kritiken
Der Film konnte bislang 86 Prozent der Kritiker bei Rotten Tomatoes überzeugen und erhielt hierbei eine durchschnittliche Bewertung von 7,5 der möglichen 10 Punkte.
David Ehrlich von indieWire meint, der Film bringe wunderschön klar die Notwendigkeit für junge Menschen zum Ausdruck, zu erkennen, wer sie sind.

### Auszeichnungen
Artios Awards 2019
- Nominierung in der Kategorie Low Budget Comedy or Drama Feature (Jessica Daniels)

Sundance Film Festival 2018
- Auszeichnung mit dem Grand Jury Prize im U.S. Dramatic Competition (Desiree Akhavan)

Sydney Film Festival 2018
- Nominierung im Offiziellen Wettbewerb (Desiree Akhavan)[21]